# Звалище

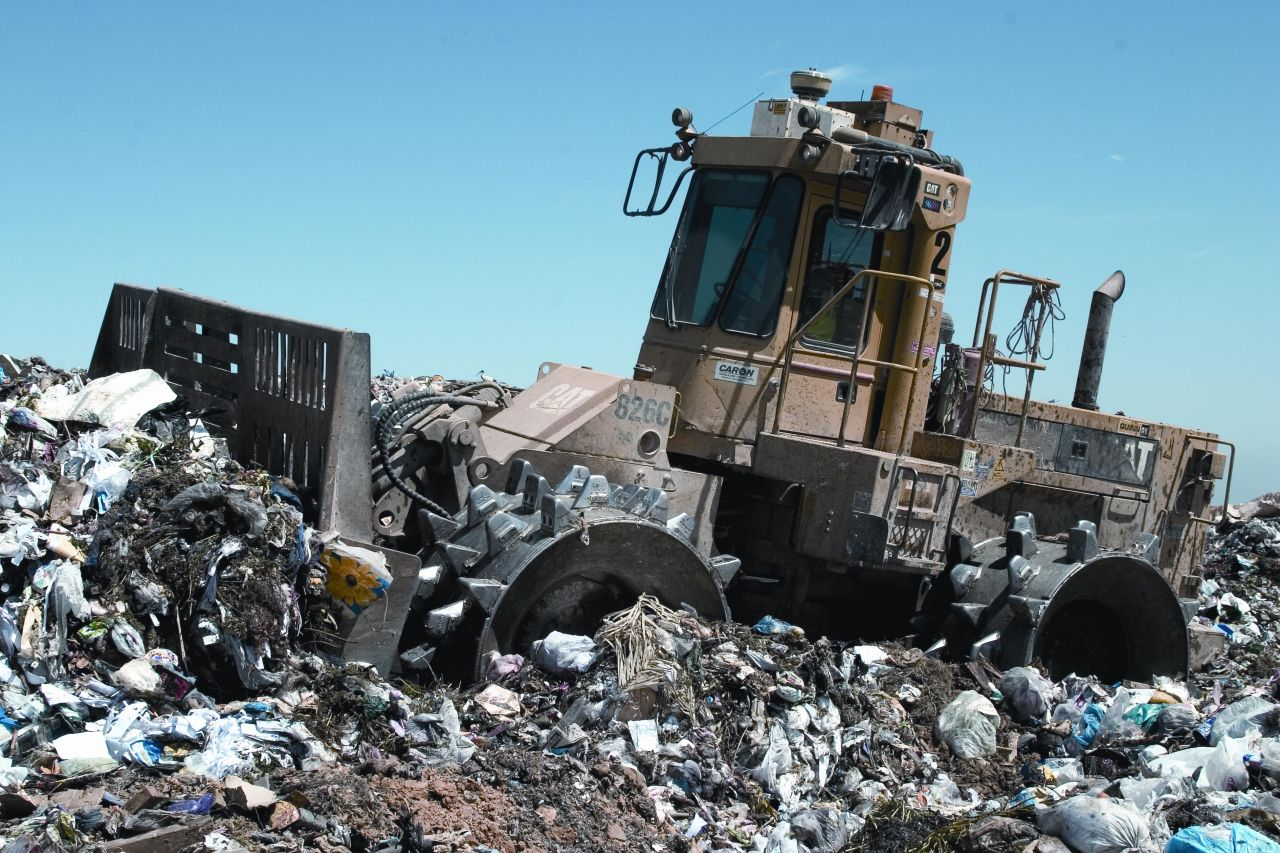
Трактор утрамбовує сміття на звалищі

Зва́лище, смітни́к — полігон (спеціально обладнане місце) для поховання промислових і побутових відходів.

## Призначення
Оскільки промисловість і житлові масиви провадять велику кількість відходів, які неможливо повністю переробити із причин технологічного й економічного характеру, смітники є необхідним атрибутом життєдіяльності міст і інших населених територій.
В Україні й у багатьох інших країнах утилізація й поховання промислових і побутових відходів відноситься до компетенції органів місцевого самоврядування, тому більшість смітників має муніципальну приналежність.

## Екологічно-соціальні загрози
Несанкціоновані або погано обладнані смітники є загрозою для навколишнього середовища. Отруйні речовини зі смітників можуть проникати в ґрунтові води, а також природним водотоком забруднювати річки й інші водойми. Смітник — місце перебування щурів, комах і інших тварин, що поширюють епідемії.
Звалища часто стають місцем перебування бомжів (осіб без постійного місця проживання), а також місцем дрібного промислу маргінальних елементів, що займаються пошуком та збиранням металів, склотари та іншої вторинної сировини, а також умовно придатних до споживання продуктів харчування. Великі звалища мають своїх постійних мешканців і породжують маргінальну субкультуру.